# Acrodontis ussurica
Acrodontis ussurica är en fjärilsart som beskrevs av Alexander Michailovitsch Djakonov 1955. Acrodontis ussurica ingår i släktet Acrodontis och familjen mätare. Inga underarter finns listade i Catalogue of Life.